# Three (televiziune)
Three este o televiziune neo-zeelandeză care și-a început emisia pe data de 26 noiembrie 1989, fiind prima televiziune privată a țării.